# Croton corumbensis
Espèce
Croton corumbensis est une espèce de plantes à fleurs du genre Croton et de la famille des Euphorbiaceae, présente à l'ouest et au centre du Brésil.